# 帶背鸚竺鯛
帶背鸚竺鯛，又稱甲米地天竺鯛、帶背鸚天竺鯛，為輻鰭魚綱鈎頭魚目天竺鯛科鸚竺鯛屬的其中一個種。

## 分布
本魚分布於中西太平洋區，包括菲律賓、印尼、馬來西亞、澳洲北部、東加等海域。

## 深度
水深3至30公尺。

## 特徵
本魚體延長而側扁，眼大，口大略下位。魚體呈黃土色且背部具一條細的鮮黃色細條紋，尾鰭中央具一深色斑點。稚魚期有灰白的頭部與黃色的身體，背鰭硬棘8枚、背鰭軟條 9枚、臀鰭硬棘2枚、臀鰭軟條8枚，體長可達7.5公分。

## 生態
本魚棲息沿海的紅樹林海域。繁殖期時，雄魚具有口孵習性，卵約7日化成仔魚，由雄魚吐出，具短暫的仔魚飄浮期。

## 經濟利用
不具任何經濟價值。